# Shogo Shiozawa
Shogo Shiozawa (塩沢 勝吾 Shiozawa Shōgo?, nacido el 9 de septiembre de 1982 en Sanada (actualmente Ueda), Nagano) es un futbolista japonés que se desempeña como delantero.

## Trayectoria

### Clubes
| Club                | País  | Año         |
| ------------------- | ----- | ----------- |
| FC Ueda Gentian     | Japón | 2001        |
| Mito HollyHock      | Japón | 2006 - 2008 |
| Sagawa Printing     | Japón | 2009 - 2010 |
| Matsumoto Yamaga FC | Japón | 2011 - 2015 |
| AC Nagano Parceiro  | Japón | 2016 - 2017 |

## Estadística de carrera

### J. League
| Club                | Año   | J. League | J. League | Copa J. League | Copa J. League | Total | Total |
| Club                | Año   | Part.     | Goles     | Part.          | Goles          | Part. | Goles |
| ------------------- | ----- | --------- | --------- | -------------- | -------------- | ----- | ----- |
| Mito HollyHock      | 2006  | 24        | 1         | -              | -              | 24    | 1     |
| Mito HollyHock      | 2007  | 42        | 7         | -              | -              | 42    | 7     |
| Mito HollyHock      | 2008  | 7         | 0         | -              | -              | 7     | 0     |
| Matsumoto Yamaga FC | 2012  | 35        | 11        | -              | -              | 35    | 11    |
| Matsumoto Yamaga FC | 2013  | 42        | 10        | -              | -              | 42    | 10    |
| Matsumoto Yamaga FC | 2014  | 17        | 2         | -              | -              | 17    | 2     |
| Matsumoto Yamaga FC | 2015  | 9         | 0         | 4              | 1              | 13    | 1     |
| AC Nagano Parceiro  | 2016  | 12        | 3         | -              | -              | 12    | 3     |
| AC Nagano Parceiro  | 2017  | 9         | 0         | -              | -              | 9     | 0     |
| Total               | Total | 197       | 34        | 4              | 1              | 201   | 35    |